# Helicopis sublatmicus
Helicopis sublatmicus är en fjärilsart som beskrevs av Le Moult 1940. Helicopis sublatmicus ingår i släktet Helicopis och familjen Riodinidae. Inga underarter finns listade i Catalogue of Life.